# Under the Sun (Cheryl Cole)
Under The Sun è un brano musicale della cantante britannica Cheryl Cole, estratto dal suo terzo album di inediti, A Million Lights, la cui pubblicazione è avvenuta il 18 giugno 2012. Il brano, la cui pubblicazione ufficiale è avvenuta il 10 settembre 2012, è stato scritto dalla stessa cantante, Carlos Battey, Mike Del Rio, Jayson DeZuzio e Alex da Kid e prodotto da quest'ultimo. L'anteprima radiofonica del brano è avvenuta sulla stazione londinese Capital FM, il 14 giugno 2012, ottenendo grande successo da parte degli ascoltatori.

## Tracce
Download digitale
1. Under The Sun - 3:30

## Video
Il 25 giugno 2012, è stato girato il video musicale per il singolo in questione ed è uscito il 26 luglio sul canale VEVO della cantante.

## Successo commerciale
Under the Sun ha debuttato, nella Official Singles Chart, alla 57ª posizione nella prima settimana di agosto solo grazie alle vendite digitali. Nel contempo, il singolo entra anche nella classifica ufficiale irlandese, secondo i dati raccolti dalla Irish Recorded Music Association, alla 30ª posizione. Un mese dopo, Under the Sun, anche grazie alla pubblicazione ufficiale avvenuta il 10 settembre 2012, raggiunge la 15ª posizione nella classifica inglese, salendo di nove posizioni, con un incremento del 43% ed una vendita pari a 20 543 copie. La settimana seguente, sale al tredicesimo posto vendendo 26 390 copie (+29%), superando le 100 000 copie totali dalla pubblicazione.

## Classifiche
| Classifica (2012) | Posizione massima |
| ----------------- | ----------------- |
| Irlanda           | 16                |
| Regno Unito       | 13                |